# Casa Giovini
Pour les articles homonymes, voir Giovini.
La casa Giovini est un bâtiment historique de la ville de Milan en Italie.

## Histoire
Le bâtiment est conçu par l'architecte italien Achille Manfredini. Les travaux de construction, commencés en 1908, sont achevés en 1909,.

## Description
Le palais, qui se développe sur cinq niveaux dont le dernier est reculé par rapport à la façade, se situe au long de la via Spadari entre la casa Vanoni et l'ancien Hotel Lord. Il présente un style tardif qui commence à s'éloigner des motifs floraux qui distinguent, par exemple, la voisine casa Ferrario.

Détails architecturaux de la façade.
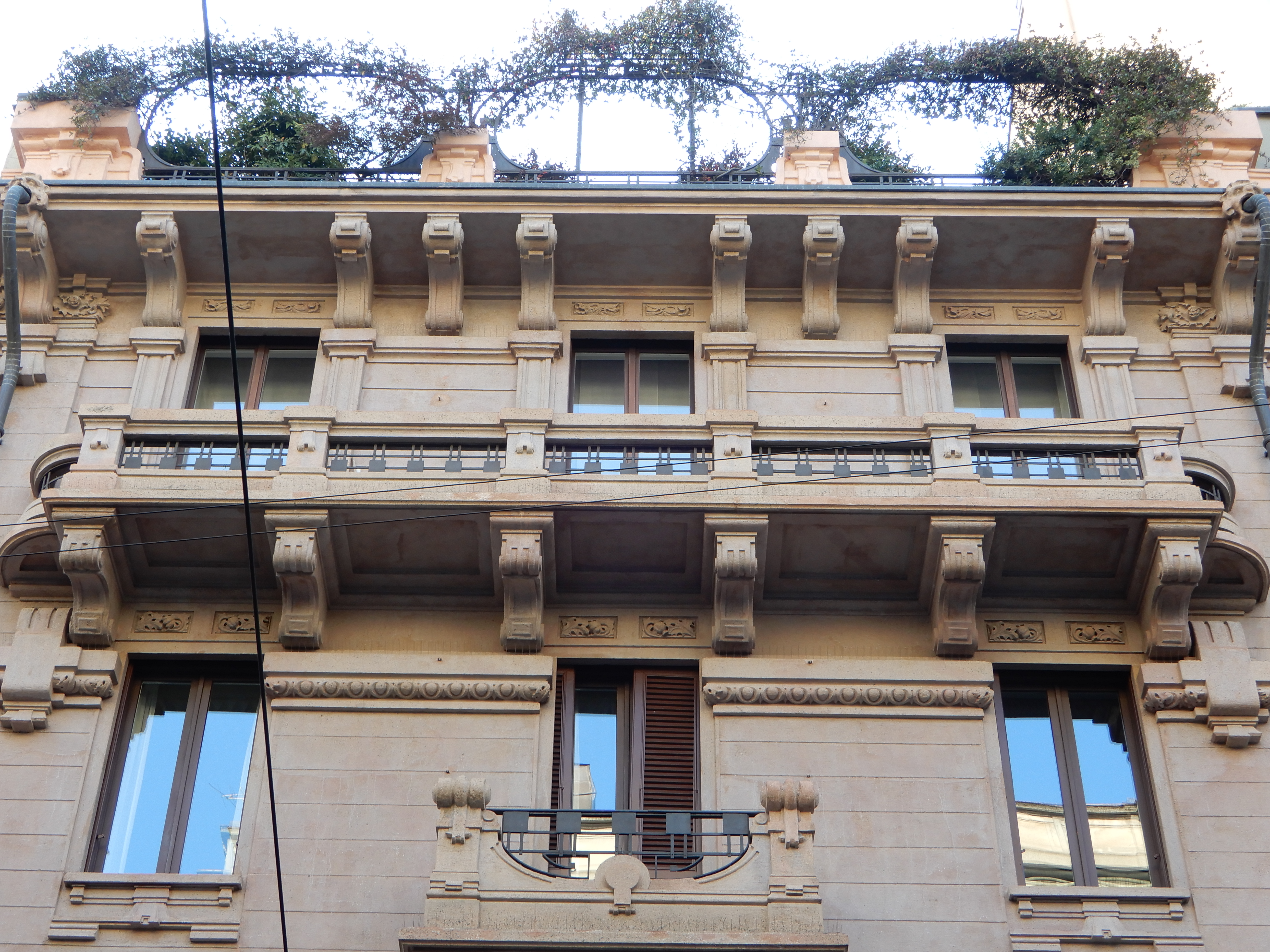
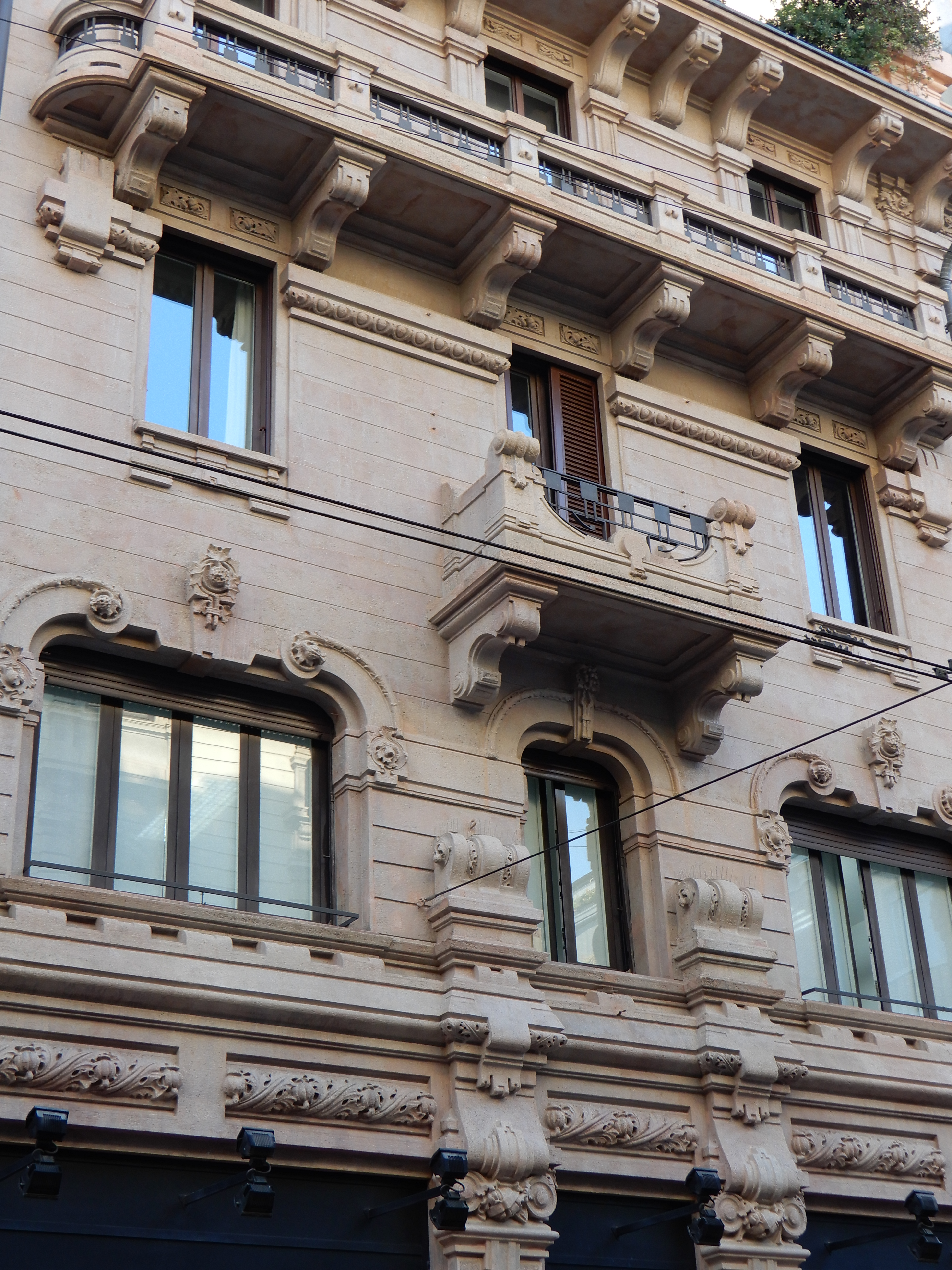
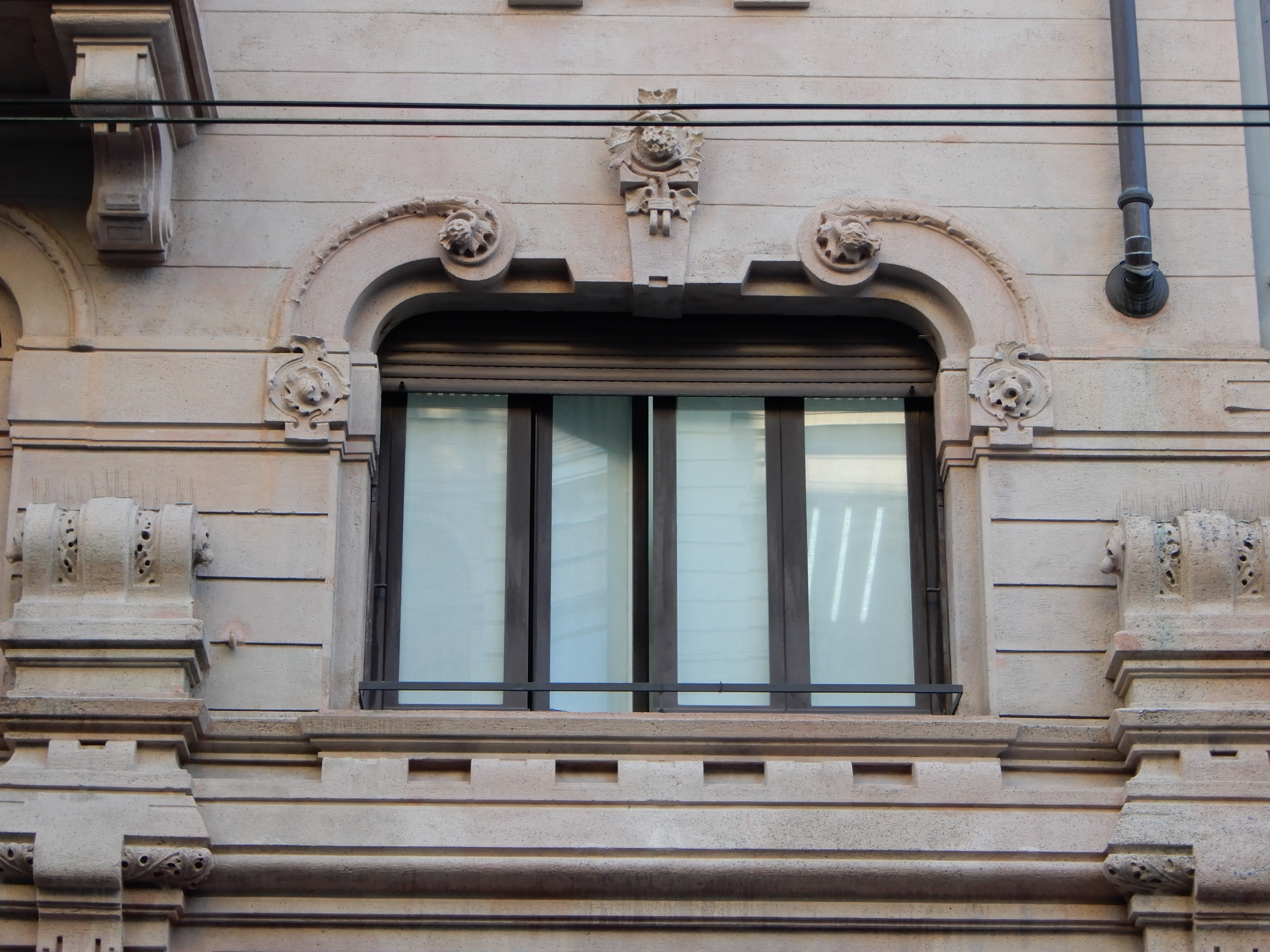